# Khổng Tường Hy
Khổng Tường Hy (tiếng Trung: 孔祥熙; bính âm: Kǒng Xiángxī; Wade–Giles: Kung3 Hsiang2-hsi1) (11/9/1881 – 16/8/1967) hậu duệ đời thứ 75 của Khổng Tử, hay còn gọi là tiến sĩ Dr. H. H. Kung là một chính trị gia kiêm chủ ngân hàng giàu có người Trung Quốc ở đầu thế kỷ XX. Ông rất có ảnh hưởng đến những quyết sách về kinh tế của chính quyền Quốc Dân Đảng vào những năm 1930 và 1940. Ông được coi là người giàu có nhất Trung Quốc thời điểm đó.

## Tiểu sử

### Bộ trưởng trong nội các Quốc Dân Đảng
Khổng đã sớm ủng hộ Tôn Trung Sơn và từng làm việc với Uông Tinh Vệ trước khi phục vụ trong chính phủ của Tưởng Giới Thạch. Khổng bắt đầu sự nghiệp trong chính quyền Trung Hoa Dân Quốc với chức vụ Bộ trưởng Công nghiệp, từ 1927-1928, trong chính phủ Quốc gia Vũ Hán của Uông Tinh Vệ. Sau khi chính phủ họ Uông sụp đổ, Khổng làm Bộ trưởng Công nghiệp và Thương mại từ 1928-1931 trong chính phủ Nam Kinh, rồi làm Bộ trưởng Tài chính từ 1933–1944. Sau đó Khổng Tường Hy giữ chức Thống đốc Ngân hàng Trung ương Trung Quốc từ 1933–1945. Năm 1927, một trong những hành động đầu tiên của ông là giữ cho ngân sách quốc gia cân bằng. Để tăng lượng vốn cần thiết, ông tăng thuế đánh vào thuốc lá thêm 50%. Một số nhà máy thuốc lá Thượng Hải đã đóng cửa và biểu tình phản đối các khoản thuế này. Khổng cũng đe dọa tăng thuế muối lên 28%.
Sau khi vào chính phủ trung ương, Khổng tiếp tục ủng hộ mối quan hệ tốt đẹp giữa Tưởng Giới Thạch và Diêm Tích Sơn. Việc Diêm phản đối Tưởng trong chiến tranh Trung Nguyên 1930 đã khiến ông phải chính thức từ bỏ tất cả các vị trí lãnh đạo tại Sơn Tây và chạy đến thành phố Đại Liên của Mãn Châu. Những cố gắng ủng hộ Diêm không biết mệt mỏi của Khổng trong chính quyền trung ương cuối cùng cũng đem lại kết quả, Tưởng đã cho phép Diêm quay lại Sơn Tây năm 1931. Tưởng đã công nhận Diêm là lãnh đạo trên thực tế của Sơn Tây năm 1934.
Khổng tham gia ban chấp hành trung ương Quốc Dân Đảng năm 1931. Ông làm thủ tướng Trung Hoa Dân Quốc từ 1 tháng 1 năm 1938 – 20 tháng 11 năm 1939. Khổng cũng đại diện cho Trung Quốc tại Hội nghị Tiền tệ và Tài chính Quốc tế năm 1944, tại đây ông đã ký Hiệp định Bretton Woods trong Hội nghị Bretton Woods diễn ra tại khách sạn Mount Washington, New Hampshire, Hoa Kỳ. Hội nghị này đã cho ra đời Quỹ Tiền tệ Quốc tế (IMF) và Ngân hàng Tái thiết và Phát triển Quốc tế (IBRD), ngày nay là một phần của nhóm Ngân hàng Thế giới.
Năm 1934, đáp lại việc Hoa Kỳ "quốc hữu hóa bạc", Khổng tuyên bố rằng "chúng tôi cũng muốn quốc hữu hóa bạc nhưng điều đó là không thể với Trung Quốc bởi chính phủ chúng tôi bị cản trở bởi nhiều hiệp ước bất bình đẳng. Chúng tôi không muốn giá cả tăng vọt vì bạc là quan trọng với đời sống quốc gia của chúng tôi."

## Trong chiến tranh Trung Nhật
Trước khi diễn ra chiến tranh Trung-Nhật (1937–1945), Khổng đã nổi danh là một nhân vật đầy quyền lực trong chính phủ quốc gia.
Tháng 1 năm 1938, Khổng Tường Hy, hậu duệ đời thứ 75 của Khổng Tử, đã đón tiếp người họ hàng, công tước Khổng Đức Thành, hậu duệ đời thứ 77 của Khổng Tử, khi Khổng Đức Thành chạy đến Hán Khẩu sau khi Nhật Bản xâm chiếm Sơn Đông. Sau khi Khổng Đức Thành chạy trốn, quân Nhật đã cho nổ tư dinh của ông ở Thái Sơn.
Sau hàng loạt các thất bại của Nhật Bản năm 1938, Khổng đã phát biểu trên đài phát thanh trong đó có câu: "Chúa trời đang giúp Trung Quốc". Bài phát biểu của Khổng ra đời sau khi có các báo cáo nói rằng Nhật Bản đã thất bại trong việc chiếm Hán Khẩu; và nhờ vào các hoạt động liên tục của du kích, quân Trung Quốc đã chiếm lại được lãnh thổ do Nhật chiếm đóng.
Sau khi Quốc Dân Đảng rút ra Đài Loan trong chiến tranh Quốc-Cộng, ông đã sang Hoa Kỳ. Ông mất năm 1967 tại thung lũng Locust, New York.

## Cuộc sống cá nhân
Khổng có thói quen hút xì gà. Tạp chí TIME nói rằng Khổng hút "15 điếu xì gà La Habana" một ngày.
Ông theo đạo Kitô.
Khổng Tường Hy là hậu duệ đời thứ 75 của Khổng Tử. Điều này thể hiện qua tự bối Tường (祥, bính âm: Xiáng). Cha của ông là Khổng Phồn Từ (tiếng Trung: 孔繁慈; bính âm: Kǒng Fáncí; Wade–Giles: K'ung Fan-tsi) (1861–1911), hậu duệ đời thứ 74 của Khổng Tử thể hiện qua tên đệm Phồn (繁).
Khổng Tường Hy cưới người vợ đầu năm 1910 nhưng bà qua đời năm 1913. Năm 1914, Khổng cưới người vợ thứ hai là Tống Ái Linh, chị cả trong ba chị em họ Tống. Cuộc hôn nhân này khiến ông trở thành anh rể của Tống Mỹ Linh, vợ của Tưởng Giới Thạch. Những người con của Khổng Tường Hy với Tống Ái Linh là:
- Khổng Lệnh Nghi (孔令儀), gái
- Khổng Lệnh Khản (孔令侃), trai
- Khổng Lệnh Tuấn (孔令俊), gái, còn được gọi là Khổng Lệnh Vĩ (孔令偉)
- Khổng Lệnh Kiệt (孔令傑), trai

Các con của ông đều có tên đệm là Lệnh (令) để cho biết rằng họ là hậu duệ đời 76 của Khổng Tử.
Cơ ngơi nhà họ Khổng ở Thái Cốc, Sơn Tây theo lối kiến trúc giữa đời nhà Thanh và được bảo quản khá tốt, có thể được mở cho du khách.